# Bulbophyllum dickasonii
Bulbophyllum dickasonii är en orkidéart. Artens typlokal är Burma där den beskrevs av den danska botanisten Gunnar Seidenfaden 1979, och har efter detta inte observerats förrän den återfanns i Manipur, Indien i mars 2013. Bulbophyllum dickasonii ingår i släktet Bulbophyllum och familjen orkidéer. Inga underarter finns listade i Catalogue of Life.